# الكرمة (ولاية وهران)
الكرمة إحدى بلديات ولاية وهران التابعة لدائرة السانية. تحدها في الشمال الشرقي بلدية سيدي الشحمي وفي الشمال الغربي بلدية السانية وغربا سبخة وهران وشرقا وجنوبا دائرة وادي تليلات، المسافة بينها وبين بلدية السانية هو 6 كم، والمسافة بينها وبين بلدية وهران حوالي 12.2 كم. واسم الكرمة يعني شجرة التين.